# Stefan Strzałkowski
Stefan Zdzisław Strzałkowski (ur. 31 sierpnia 1957 w Białogardzie, zm. 8 listopada 2019 w Warszawie) – polski polityk, nauczyciel i samorządowiec, w latach 2002–2009 burmistrz Białogardu, w latach 2009–2015 i 2015–2019 poseł na Sejm VI, VII i VIII kadencji.

## Życiorys
Był absolwentem gorzowskiej filii Akademii Wychowania Fizycznego w Poznaniu (1981), a także studiów podyplomowych z organizacji i zarządzania oświatą w Wyższej Szkole Administracji Publicznej w Szczecinie (2001). Pracował jako nauczyciel, był też dyrektorem szkoły. W latach 1998–2002 zajmował stanowisko starosty białogardzkiego. Następnie do 2009 sprawował urząd burmistrza Białogardu.
W wyborach parlamentarnych w 2005 startował do Sejmu z listy Prawa i Sprawiedliwości w okręgu koszalińskim, nie uzyskując mandatu. W wyborach w 2007 ponownie kandydował do Sejmu, uzyskując 4161 głosów. Mandat posła na Sejm VI kadencji objął 24 czerwca 2009 po śmierci Mariana Golińskiego. W wyborach w 2011 z powodzeniem ubiegał się o reelekcję, dostał 4840 głosów. W 2015 nie został wybrany na kolejną kadencję, jednak kilka tygodni po jej rozpoczęciu ponownie został posłem, zastępując Czesława Hoca. W 2018 kandydował ponownie na burmistrza Białogardu, zajmując 3. miejsce wśród 6 kandydatów. W wyborach w 2019 nie uzyskał poselskiej reelekcji.
Zmarł kilka dni przed końcem VIII kadencji Sejmu. 16 listopada 2019 został pochowany na cmentarzu komunalnym w Pękaninie.

## Życie prywatne
Syn Jana i Olgi. Był żonaty z Izabelą, miał syna i dwie córki.

## Odznaczenia
W 2004 otrzymał Srebrny Krzyż Zasługi. W 2019 został pośmiertnie odznaczony Krzyżem Kawalerskim Orderu Odrodzenia Polski.